# Август-Альберт Плох
Август-Альберт Плох (нім. August-Albert Ploch; 2 серпня 1894, Бранденбург — 27 серпня 1967, Леррах) — німецький льотчик і штабний офіцер, дипломований інженер, генерал-майор люфтваффе.

## Біографія
Учасник Першої світової війни. 2 серпня 1914 року вступив добровольцем в резервний польовий артилерійський полк №44, служив офіцером роти, потім — батареї. Пізніше переведений в піший артилерійський полк №4, потім — №6. З 15 листопада 1916 по 26 березня 1917 року пройшов підготовку льотчика в 11-му запасному льотному дивізіоні. З 27 березня 1917 року — льотчик 202-го льотного дивізіону. З 28 квітня 1918 року служив в 4-му запасному льотному дивізіоні, з 10 червня 1919 року — на авіабазах Ганновера, Котбуса і Падерборна, з 2 травня 1920 року — в 6-й мототранспортній колоні.
З 27 вересня 1920 року — офіцер батареї 6-го артилерійського полку. 1 квітня 1921 року переданий в розпорядження 1-го артилерійського полку. Одночасно в 1922/27 роках навчався в вищому технічному училищі Шарлоттенбурга. З 1 квітня 1928 року служив в штабі 3-го артилерійського полку. З 1 квітня 1929 року — консультант Управління озброєнь Імперського військового міністерства. 1 вересня 1933 року переведений в люфтваффе і призначений консультантом Імперського міністерства авіації. З 1 липня 1934 року — командир ескадрильї 252-ї бомбардувальної ескадри, з 1 квітня 1935 року — льотної групи «Тутов». З 1 лютого 1936 року — начальник відділу Імперського міністерства авіації.
З 1 серпня 1938 року — начальник штабу генерал-люфтцойгмайстера Ернста Удета, з 1 жовтня 1941 року — 2-ї повітряної області. 30 листопада 1942 року звільнений у відставку.

## Звання
- Віцефельдфебель (27 січня 1916)
- Лейтенант (2 вересня 1916)
- Оберлейтенант (1 вересня 1923)
- Гауптман (1 квітня 1928)
- Майор (1 березня 1934)
- Оберстлейтенант (1 березня 1936)
- Оберст (1 червня 1938)
- Генерал-майор (1 серпня 1940)

## Нагороди
- Залізний хрест 2-го і 1-го класу
- Нагрудний знак військового пілота (Пруссія)
- Королівський орден дому Гогенцоллернів, лицарський хрест з мечами
- Нагрудний знак «За поранення» в сріблі
- Пам'ятний знак пілота (Пруссія)
- Почесний хрест ветерана війни з мечами
- Комбінований Знак Пілот-Спостерігач
- Медаль «За вислугу років у Вермахті» 4-го, 3-го, 2-го і 1-го класу (25 років; 2 жовтня 1936) — отримав 4 нагороди одночасно.
- Імперський орден Ярма та Стріл (Іспанія; 12 травня 1941)